# Tombe des Inscriptions
La tombe des Inscriptions (en italien : Tomba delle Iscrizioni) est l'une des tombes étrusques, datant de la première moitié du 
VIe siècle av. J.-C., situées dans la nécropole de Ponte Rotto près de la ville de Vulci dans la  province de Viterbe, dans le nord du Latium. 

## Histoire
La tombe, datant probablement du VIe  au  IVe siècle av. J.-C.,  a été découverte en 1956.

## Description
La tombe des Inscriptions  fait partie de la nécropole de Ponte Rotto dans le Parco Archeologico Ambientale di Vulci et est située dans sa partie orientale. 
La tombe se trouve au début de la nécropole juste avant la Tombe François et est composée d'un long et étroit dromos conduisant à un ample atrium donnant accès à six chambres mortuaires. Au moment de la découverte le dromos était obturé par une grosse plaque décorée de façon sommaire représentant en bas-relief une figure de femme.
Elle prend son nom des diverses inscriptions qui se trouvent à l'intérieur : 17 étrusques et 6 romaines. Elles sont bien visibles surtout sur les parois de l'atrium central et des six chambres.
Les inscriptions font référence aux personnages de diverses familles enterrées dans la tombe :
les Pruslnas, Zimarus, jusqu'aux latins Sempronii (fin du IVe siècle av. J.-C.). 
De nombreuses céramiques retrouvées sur le site sont conservées au Musée archéologique de Vulci.
Un grand sarcophage en nenfro, avec des bas-reliefs historiés représentant des scènes d'amazonomachie, est conservé  au Musée national étrusque de la villa Giulia.